# Juhász Kálmán (egyháztörténész)
Juhász Kálmán (Alibunár, 1892. augusztus 25. – Szeged, 1966. szeptember 29.) történész, újságíró, római katolikus pap, egyháztörténész, teológiatanár.

## Életpályája
Szülei Juhász József és Wiedmann Anna voltak. Kisgyermekkorában családjával átköltözött Nagyszentmiklósra. Általános iskoláját Nagyszentmiklóson járta ki. A gimnáziumot a piaristák szegedi és temesvári iskolájában végezte el; 1910-ben érettségizett. Teológiát végzett a bécsi Pazmaneumban. 1915-ben pappá szentelték. 1915-ben doktorált teológiából a bécsi egyetemen. 1916-ban mint lelkész katonai szolgálatra vonult be. 1918–1920 között Budapesten kórházi lelkész volt. 1921-ben Temesváron ppi szertartó és szentszéki jegyző volt. Módoson volt káplán, 1923-ban Nagyszentpéteren volt plébános. 1936-ban jött át Magyarországra. 1936–1953 között Kübekházán plébános volt. 1953-tól a szegedi teológia tanára volt. 1954-ben kanonok lett. 1958-ban nyugdíjba vonult. 1964-ben szélütés érte.
Lelkipásztori tevékenysége mellett főként a Bánát római katolikus egyháztörténetével foglalkozott. A Szegedi Püspöki Székesegyház kanonoki kriptájába temették el.

## Művei
- St. Koloman (Linz, 1916)
- A verseci esperség betöltése 1743-ban (Temesvár, 1916)
- A licenciátusok jogai és kötelességei (Budapest, 1918)
- A temesi bánsági püspökség terve a XVIII. században (Budapest, 1920)
- A licenciátusi intézmény Magyarországon (Budapest, 1921)
- Hajdani monostorok a csanádi egyházmegyében (Budapest, 1926)
- A csanádi püspökség (Arad, 1927)
- Die Stifte der Tschanader Diözese im Mittelalter (Münster, 1928)
- Temesköz fölvirágzása a tatárjárás után (Kolozsvár, 1929)
- A csanádi egyházmegye története 1-7. kötet
  - 1. kötet: A csanádi püspökség története alapításától a tatárjárásig. 1030-1242 (Makó, 1930)
  - 2. kötet: 1243-1307 (Makó, 1933)[4]
  - 3. kötet: 1. részként 1307-1386 (Makó, 1946)
  - 4. kötet: 1. részként 1386-1434 (Makó, 1947)
  - 5. kötet: 1434-1500 (Makó, 1947)
  - 6. kötet: 1550-1552 (Makó, 1947)
  - 7. kötet: 1552-1668 (Makó, 1935)
  - 8. kötet: 1608-1699 (Makó, 1936)
- Szt Gellért (Kolozsvár, 1929; németül Münster, 1930)
- Das Tschanad-Temeswarer Bistum im frühen Mittelalter (Budapest, 1930)
- Andreas Dudich (Köln, 1935)
- Műveltségi állapotok a Temesközben a török világban (Kolozsvár, 1935)
- Két kolozsmonostori püspökapát a 16. században (Kolozsvár, 1933, Erdélyi Tudományos Füzetek 62.; németül: 1936)
- A csanádi székeskáptalan a kk-ban 1030-1552 (Makó, 1941)
- Gr. Pálffy Ferdinánd csanádi, majd egri püspök: 1620-1680 (Budapest, 1942)
- Remetei Kőszeghy László csanádi püspök (Budapest, 1942)
- A 100 éves Kübekháza 1844-1944. (Kübekháza, 1944)
- Jesuiten im Banat 1718–1773 (Mitteilungen des Österreichischen Staatsarchives, Vol. 2., Bécs, 1958)
- Die Franziskaner im Banat in den Jahren 1716-1806, in: Südostdeutsches Archiv 4, 1961, 30-47.
- Egy délalföldi hiteleshely kiadványai (Aradi regeszták, Gyula, 1962)
- Klöster in der Diözese Tschanad-Temeswar im Mittelalter 1030–1552 (Köln, 1963)